# Жуков, Данил Алексеевич
Данил Алексеевич Жуков (1925—1963) — старшина Советской Армии, участник Великой Отечественной войны, Герой Советского Союза (1945).

## Биография
Данил Жуков родился 19 июня 1925 года в селе Алексеевка Петропавловского района Алтайского края. Получил начальное образование, после чего работал бригадиром в колхозе. В 1943 году Жуков был призван на службу в Рабоче-крестьянскую Красную Армию. С июня того же года — на фронтах Великой Отечественной войны. Принимал участие в боях на Брянском, Белорусском, 2-м и 1-м Белорусском фронтах. Участвовал в освобождении Брянской области, Белорусской и Украинской ССР, Польши. К январю 1945 года сержант Данил Жуков командовал отделением 1028-го стрелкового полка 260-й стрелковой дивизии 47-й армии 1-го Белорусского фронта. Отличился во время Варшавско-Познанской операции.
16 января 1945 года отделение Жукова переправилось через Вислу в районе населённого пункта Ломна к северо-западу от Варшавы и, преодолев проволочные заграждения, выбило противника из его траншей. Преследуя отходящие немецкие подразделения, отделение ворвалось в укреплённый опорный пункт противника и захватило его. В том бою отделением было уничтожено 17 вражеских солдат и офицеров, ещё 5 взято в плен. Благодаря этому отделение смогло выйти к шоссе Модлин-Варшава.
Указом Президиума Верховного Совета СССР от 27 февраля 1945 года за «умелое выполнение боевых задач, отвагу и мужество, проявленное в боях» сержант Данил Жуков был удостоен высокого звания Героя Советского Союза с вручением ордена Ленина и медали «Золотая Звезда» за номером 6429.
В дальнейшем участвовал в боях в Германии. Конец войны встретил на Эльбе. После окончания войны Жуков продолжал службу в Советской Армии. В 1950 году в звании старшины он был демобилизован. Вернулся на родину, работал в селе Петропавловское, был председателем колхоза, директором заготконторы. В 1958 году Жуков, рискуя жизнью, отогнал горящий бензовоз от здания сельского клуба, за что был награждён медалью «За отвагу на пожаре». 
Погиб 31 августа 1963 года, похоронен Парке Победы села Петропавловского.
Был также награждён орденами Славы 2-й и 3-й степеней, рядом медалей.
В честь Жукова названы улицы в Алексеевке и Петропавловке, а также Петропавловская средняя школа.